# Secrétaire d'État à l'Air
Le secrétaire d'État à l'Air était un poste dans le Gouvernement du Royaume-Uni. La personne y étant nommée était chargée de l'administration du ministère de l'Air. Il fut créé le 10 janvier 1919 pour permettre une meilleure gestion de la Royal Air Force. Le ministère de l'Air fut incorporé au ministère de la Défense (en)  le 1er avril 1964 et la position de Secrétaire d'État à l'Air fut abolie.

## Président de la commission Air Joint War, 1916
| Nom | Nom            | Portrait | Mandat       | Mandat       | Parti politique |
| --- | -------------- | -------- | ------------ | ------------ | --------------- |
|     | Edward Stanley |          | Février 1916 | Février 1916 | Conservateur    |

## Présidents de la Commission de l'air, 1916-1917
| Nom | Nom             | Portrait | Mandat         | Mandat           | Parti politique |
| --- | --------------- | -------- | -------------- | ---------------- | --------------- |
|     | George Curzon   |          | 15 mai 1916    | 3 janvier 1917   | Conservateur    |
|     | Weetman Pearson |          | 3 janvier 1917 | 26 novembre 1917 | Libéral         |

## Présidents du Conseil de l'air, 1917-1919
| Nom | Nom               | Portrait | Mandat           | Mandat          | Parti politique |
| --- | ----------------- | -------- | ---------------- | --------------- | --------------- |
|     | Harold Harmsworth |          | 26 novembre 1917 | 26 avril 1918   | sans étiquette  |
|     | William Weir      |          | 26 avril 1918    | 10 janvier 1919 | sans étiquette  |
|     | Jack Seely        |          | 10 janvier 1919  | Novembre 1919   | Conservateur    |

## Secrétaire d'État à l'Air, 1919-1964
| Nom | Nom                          | Portrait | Mandat           | Mandat           | Parti politique |
| --- | ---------------------------- | -------- | ---------------- | ---------------- | --------------- |
|     | Winston Churchill            |          | 10 janvier 1919  | 1er avril 1921   | Libéral         |
|     | Frederick Guest              |          | 1er avril 1921   | 19 octobre 1922  | Libéral         |
|     | Samuel Hoare                 |          | 31 octobre 1922  | 22 janvier 1924  | Conservateur    |
|     | Christopher Thomson          |          | 22 janvier 1924  | 3 novembre 1924  | Labour          |
|     | Samuel Hoare                 |          | 6 novembre 1924  | 4 juin 1929      | Conservateur    |
|     | Christopher Thomson          |          | 7 juin 1929      | 5 octobre 1930   | Travailliste    |
|     | William Mackenzie            |          | 14 octobre 1930  | 5 novembre 1931  | Travailliste    |
|     | Charles Vane-Tempest-Stewart |          | 5 novembre 1931  | 7 juin 1935      | Conservateur    |
|     | Philip Cunliffe-Lister       |          | 7 juin 1935      | 16 mai 1938      | Conservateur    |
|     | Kingsley Wood                |          | 16 mai 1938      | 3 avril 1940     | Conservateur    |
|     | Samuel Hoare                 |          | 3 avril 1940     | 11 mai 1940      | Conservateur    |
|     | Archibald Sinclair           |          | 11 mai 1940      | 23 mai 1945      | Libéral         |
|     | Harold Macmillan             |          | 23 mai 1945      | 26 juillet 1945  | Conservateur    |
|     | William Wedgwood Benn        |          | 3 août 1945      | 4 octobre 1946   | Travailliste    |
|     | Philip J. Noel-Baker         |          | 4 octobre 1946   | 7 octobre 1947   | Travailliste    |
|     | Arthur Henderson             |          | 7 octobre 1947   | 26 octobre 1951  | Travailliste    |
|     | William Philip Sidney        |          | 31 octobre 1951  | 20 décembre 1955 | Conservateur    |
|     | Nigel Birch                  |          | 20 décembre 1955 | 16 janvier 1957  | Conservateur    |
|     | George Ward                  |          | 16 janvier 1957  | 28 octobre 1960  | Conservateur    |
|     | Julian Amery                 |          | 28 octobre 1960  | 16 juillet 1962  | Conservateur    |
|     | Hugh Fraser                  |          | 16 juillet 1962  | 1er avril 1964   | Conservateur    |